# Hamburger Kinoforum Kinohafen

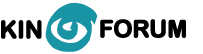

Das Hamburger Kinoforum „Kinohafen“ (ehemals Hamburger deutsch-russisches Kinoforum) ist ein internationales Kinoforum, das jährlich in Hamburg stattfindet. Es widmet sich der Präsentation von Filmen aus dem post-sowjetischen und osteuropäischen Raum und seit neuestem den Nahost-Ländern. Seit der Gründung 2010 strebt es danach, unabhängigen Filmemachern und Filmemacherinnen eine Plattform zu bieten, ihre Werke zu zeigen und gleichzeitig ein Forum für internationalen kulturellen Austausch zu schaffen. Das Festival findet in Zusammenarbeit mit verschiedenen kulturellen Institutionen und Organisationen statt und setzt sich für Vielfalt, Dialog und künstlerische Exzellenz ein.

## Konzept und Organisatoren
Das Hamburger Kinoforum ist das Ergebnis einer inspirierenden Vision, die 2010 mit der Retrospektive von Aleksandr Rastorguev begann. Ursprünglich als einmaliges Event geplant, entstand die Idee, unabhängigen Filmemachern und Filmemacherinnen aus dem post-sowjetischen Raum eine Bühne zu bieten und gleichzeitig ein Forum für den kulturellen Austausch zu schaffen. In Zusammenarbeit mit I.A.K. „RockFront“ e.V., KINEMATHEK Hamburg e.V. und dem OOO Produktionszentrum ContArt St. Petersburg entstand das Festival als ein Mittel zum internationalen Dialog. Ziel war es, aktuelle Filme aus Deutschland, Russland und anderen post-sozialistischen Ländern zu präsentieren und gleichzeitig kulturelle Themen aufzugreifen.
Der Schwerpunkt lag nicht nur auf Dokumentarfilmen, sondern auch auf Spielfilmen, um ein breites Publikum anzusprechen und Einblicke in die Vielfalt dieser Länder zu gewähren. Die Universität Hamburg als Kooperationspartnerin ermöglichte Workshops und die Präsentation von Filmen junger Talente, die sonst kein internationales Publikum erreichen konnten. Zwischen 2015 und 2021 fand ein erfolgreicher Kurzfilmwettbewerb statt, der jedoch aufgrund von Finanzierungsengpässen eingestellt werden musste. Trotz Herausforderungen und verkürzter Veranstaltungsdauer hofft das Festivalteam auf bessere Zeiten und darauf, dem Publikum das Programm bieten zu können, das es einst ausgezeichnet hat.
Das Festival erhielt 2014 den Beinamen "Kinohafen", zuvor war es als "Hamburger deutsch-russisches Kinoforum" bekannt. Die Namensänderung war Teil einer strategischen Entscheidung, um die kulturelle Vielfalt und Internationalität des Festivals hervorzuheben und zugleich Missverständnisse zu vermeiden. Der Zusatz "deutsch-russisch" sollte ursprünglich den Sprachraum des Austauschs kennzeichnen, wurde jedoch aufgrund der Länge des Namens und möglicher falscher Assoziationen vermieden. Das Team des Hamburger Kinoforums stammt aus verschiedenen post-sowjetischen Staaten und verurteilt das Regime in Russland sowie den Angriffskrieg auf die Ukraine. Gleichzeitig ist es ein Anliegen, die russische Sprache als Teil der kulturellen Identität zu bewahren.
Die Zukunft des Hamburger Kinoforums sieht vor, das bestehende Konzept beizubehalten und sich in der Zusammenarbeit nicht nur auf den post-sowjetischen Raum, sondern auch auf osteuropäische Länder mit post-sozialistischer Erfahrung zu konzentrieren. Dies ermöglicht eine Erweiterung des Festivals, um ein breiteres Spektrum osteuropäischer Filme nach Hamburg zu bringen und gleichzeitig ein Forum für künstlerischen Austausch und kulturelle Vielfalt zu schaffen. Die Organisatoren freuen sich auf diese Weiterentwicklung und die Zusammenarbeit mit neuen Partnern und Künstlern aus osteuropäischen Ländern.

## Geschichte
Das Festival hat eine bewegte Geschichte, die seit seiner Gründung im Jahr 2010 zahlreiche Entwicklungen und Erfolge verzeichnet. Jedes Jahr präsentiert eine Vielzahl von einzigartigen Ereignissen und Filmbeiträgen, die das Festival zu dem gemacht haben, was es heute ist. Ein Blick auf die Höhepunkte jedes Jahres vermittelt einen Einblick in die Entwicklung und das Wachstum des Kinoforums.

## Sektionen
Das Festival ist in verschiedene Sektionen unterteilt, die eine breite Palette von Filmen und kulturellen Themen abdecken. Diese Sektionen bieten den Zuschauern eine vielfältige Auswahl an Filmen und ermöglichen einen tieferen Einblick in die künstlerische Vielfalt und die Themen, die vom Festival präsentiert werden.

## Kurzfilmfestival: Preisverleihungen und Preisträger
Ein wesentlicher Bestandteil des Kinoforums war das Kurzfilmfestival, das eine Plattform für junge Talente aus Deutschland und Russland bot. Es würdigte herausragende Leistungen und zeigte den kreativen Reichtum dieser aufstrebenden Filmemacher und Filmemacherinnen.

## Rahmenprogramm
Abseits der Filmvorführungen bot das Rahmenprogramm des Kinoforums eine breite Palette an Veranstaltungen, darunter Workshops, Diskussionen und kulturelle Ausstellungen. Diese Aktivitäten ergänzten die Filmvorführungen und ermöglichten ein umfassenderes Festivalerlebnis.